# Cryosophila cookii
Cryosophila cookii är en enhjärtbladig växtart som beskrevs av Harley Harris Bartlett. Cryosophila cookii ingår i släktet Cryosophila och familjen Arecaceae. IUCN kategoriserar arten globalt som akut hotad. Inga underarter finns listade i Catalogue of Life.